# Дюффор
Дюффо́р (фр. Duffort) — коммуна во Франции, находится в регионе Юг — Пиренеи. Департамент — Жер. Входит в состав кантона Мьелан. Округ коммуны — Миранд.
Код INSEE коммуны — 32116.

## География

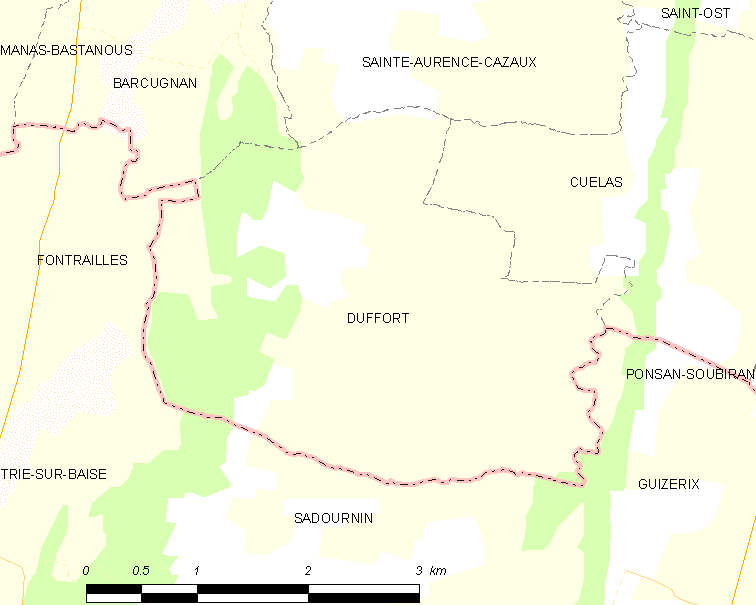
Карта коммуны

Коммуна расположена приблизительно в 630 км к югу от Парижа, в 90 км западнее Тулузы, в 37 км к югу от Оша.
На востоке коммуны протекает река Баизоль.

## Климат
Климат умеренно-океанический. Лето жаркое и немного дождливое, температура часто превышает 35 °С. Зимой часто бывает отрицательная температура и ночные заморозки. Годовое количество осадков — 700—900 мм.

## Население
Население коммуны на 2010 год составляло 136 человек.
| 1962 | 1968 | 1975 | 1982 | 1990 | 1999 | 2010 |
| ---- | ---- | ---- | ---- | ---- | ---- | ---- |
| 198  | 191  | 179  | 153  | 149  | 141  | 136  |

## Администрация
| Период | Период | Фамилия    | Партия                              | Примечания                               |
| ------ | ------ | ---------- | ----------------------------------- | ---------------------------------------- |
| 1995   | 2020   | Жерар Фоке | Французская коммунистическая партия | генеральный советник кантона (1998—2015) |

## Экономика
В 2010 году среди 90 человек трудоспособного возраста (15-64 лет) 67 были экономически активными, 23 — неактивными (показатель активности — 74,4 %, в 1999 году было 75,9 %). Из 67 активных жителей работали 62 человека (29 мужчин и 33 женщины), безработных было 5 (4 мужчины и 1 женщина). Среди 23 неактивных 9 человек были учениками или студентами, 11 — пенсионерами, 3 были неактивными по другим причинам.

## Достопримечательности
- Церковь Св. Стефана (XVII век)